# Гіркокаштан індійський
Гіркокашта́н інді́йський (Aesculus indica) — отруйна багаторічна рослина родини сапіндових. Листяне дерево із великим пальчастим листям та рожевими квітками, зібраними у показні волоті. Плоди — коробочки, які, на відміну від інших видів гіркокаштана, не мають шипів. Вид поширений у Гімалаях. Декоративна, лікарська і харчова культура, що також обмежено використовується як кормова рослина.

## Опис

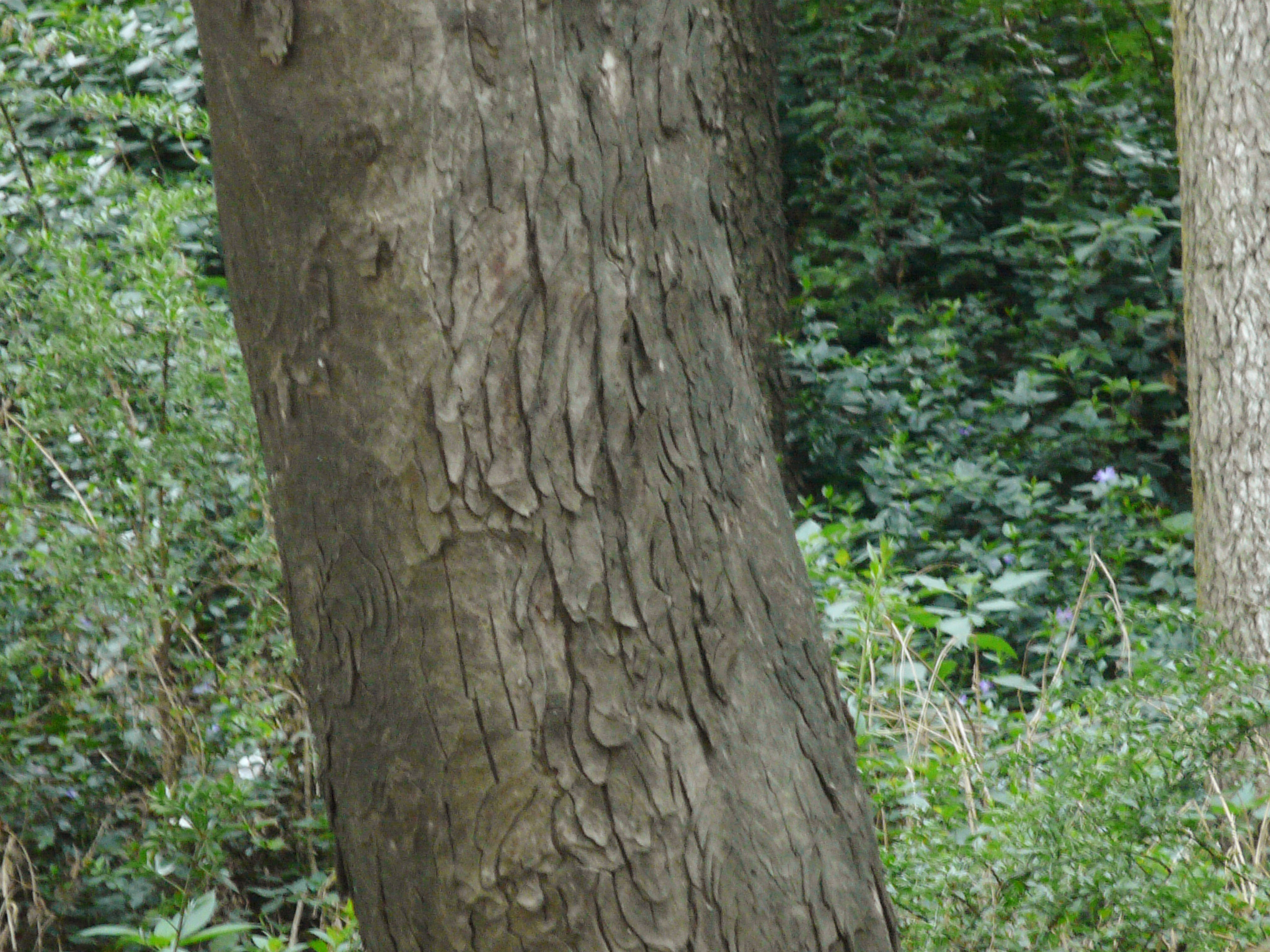
Кора на нижній частині стовбура.

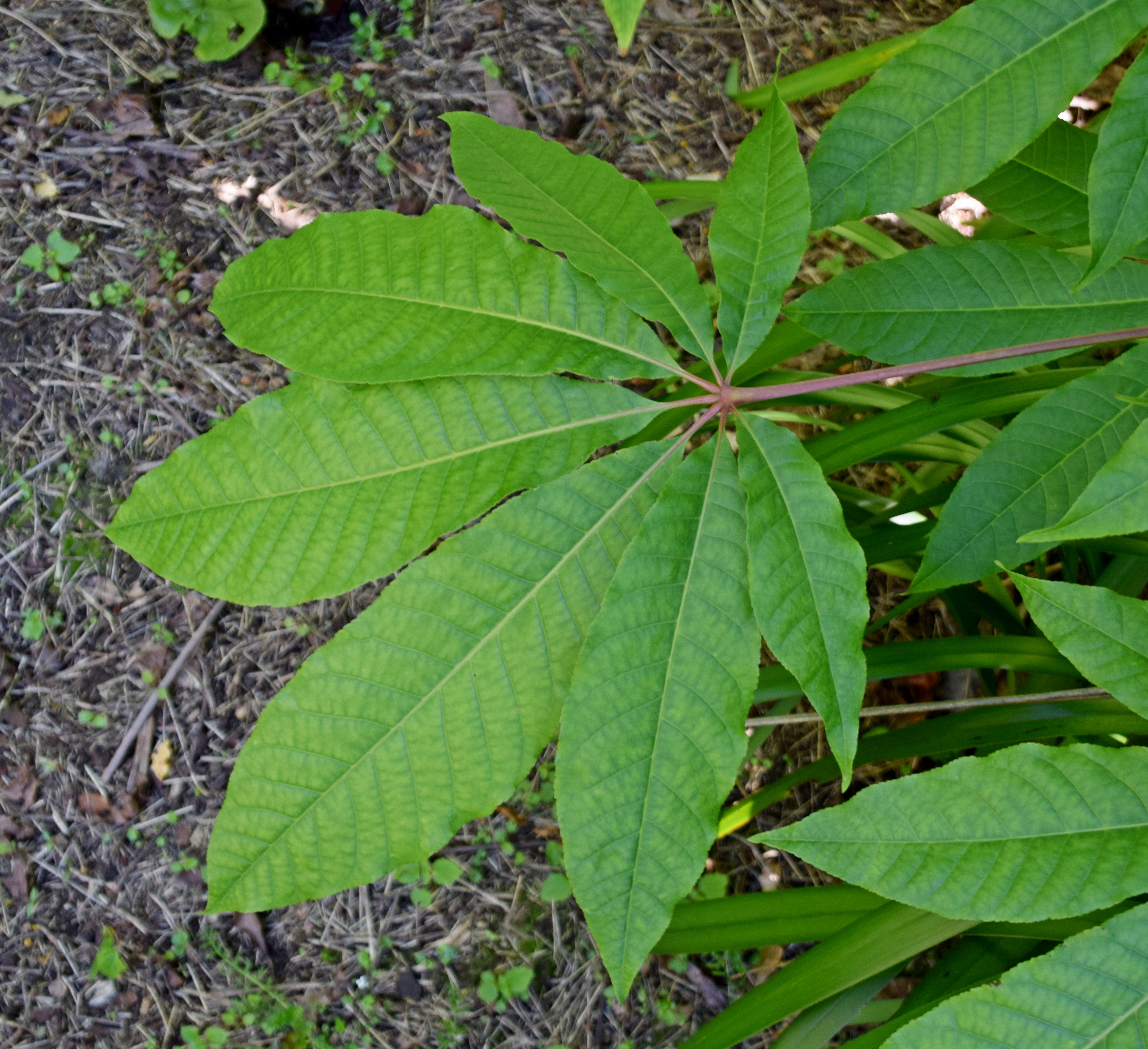
Листок.

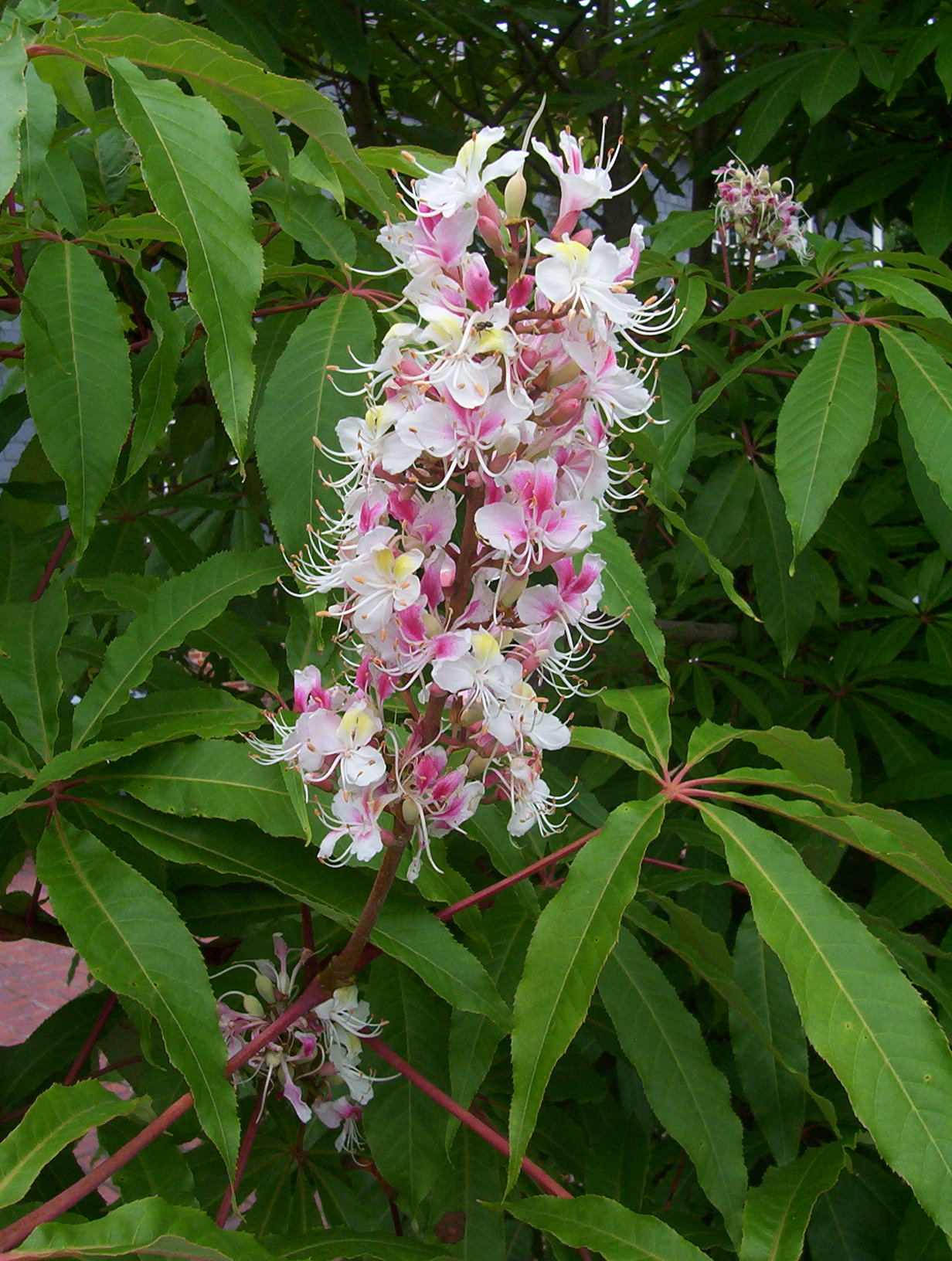
Суцвіття сорту 'Sydney Pearce'.

Листяне дерево заввишки до 30 м, в культурі, як правило, не перевищує 20 м. Крона куляста, розлога, може сягати 12 м завширшки. Кора сіра, тріщинувата. Черешки завдовжки 10—15 см. Листки пальчасті, голі, зазвичай складені із сімох листочків (рідше з п'яти або дев'яти). Кожен листочок завдовжки 20 см, оберненояйцеподібної або ланцетної форми, з двічі зазубреним краєм. Під час розпускання молоде листя має червонуватий колір, надалі пурпурово-рожеве забарвлення зберігається лише на черешках і квітконосах.
Суцвіття — прямостояча, вузькопірамідальна волоть заввишки 20—30 см. Квітки двостатеві, білі або блідо-рожеві з жовтими плямами. Оцвітина складається з п'яти чашолистків і чотирьох пелюсток різної форми. Чашечка квітки трубчаста, завдовжки 5 мм. Тичинок сім, вони вигнуті, завдовжки 2—2,5 мм; маточок три.
Плід — куляста або оберненояйцеподібна коробочка завширшки 4—6 см. Оболонка плоду тонка, світло-коричнева, шорстка, але без шипиків. Всередині плоду міститься одна велика, лискуча, ледь зморшкувата насінина темно-бурого кольору. На її поверхні помітна білувата пляма, але за розміром вона значно менша, ніж в інших представників роду. Плоди гіркокаштану індійського багаті на сапоніни, які можуть спричинити отруєння. Проте, їх можна вживати в їжу після спеціальної обробки.

## Екологія та поширення
Гіркокаштан індійський родом з Гімалаїв, де він зростає в Пакистані, індійській провінції Кашмір, на заході Непалу. В горах трапляється на висоті від 900 до 3000 м над рівнем моря, віддає перевагу вологим, але добре дренованим ґрунтам. Оскільки це дерево підіймається на доволі значну висоту, воно добре пристосоване до холоду і може витримувати морози до −15 °C. За межами природного ареалу поширений в США та Західній Європі.
Квітне у червні — липні, плодоносить у першій половині жовтня.

## Застосування

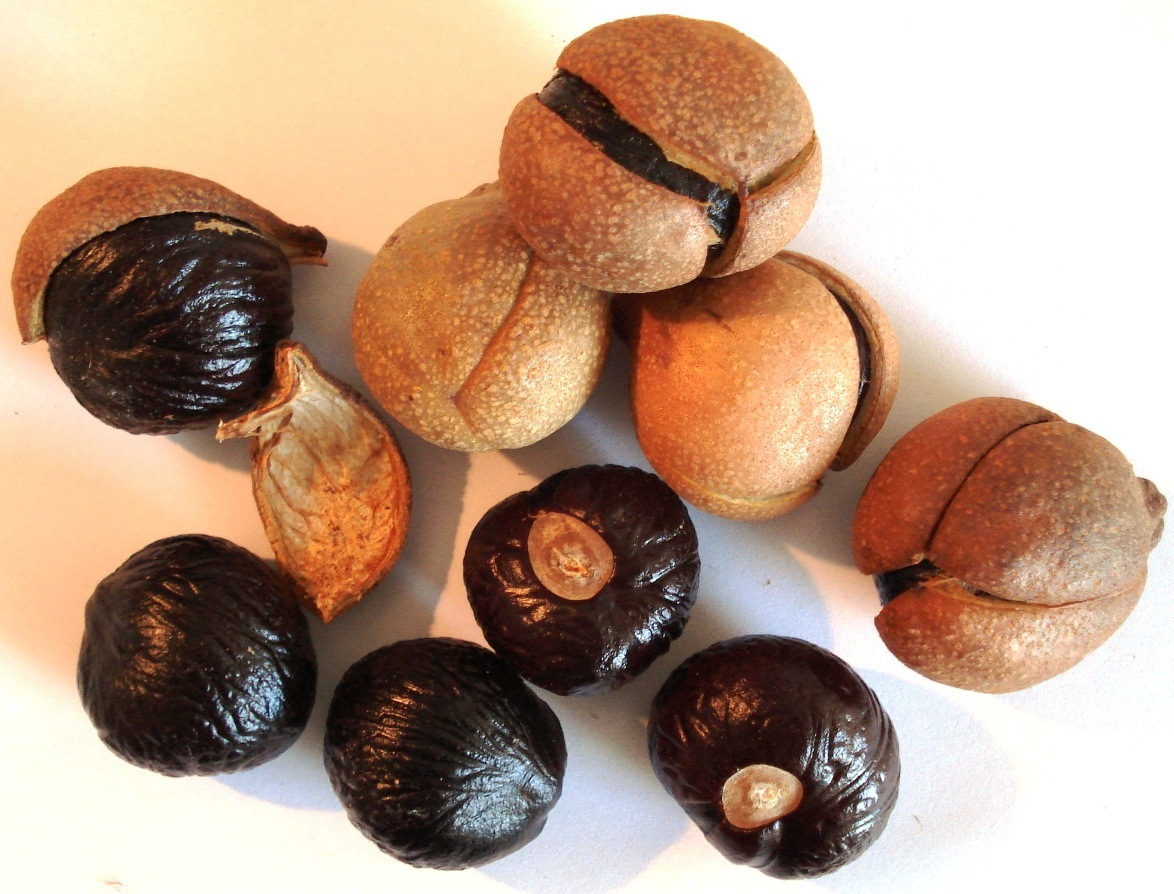
Плоди і насіння.

На батьківщині цього дерева його листя згодовують худобі. З висушеного насіння виготовляють борошно. Зазвичай воно має гіркуватий смак через наявність сапонінів, тому перед споживанням його ретельно промивають. З гіркокаштанового борошна готують такі національні страви як чапаті (тонкі коржі з домішкою пшеничного борошна), халва (солодощі), далія (каша, яку вживають під час посту).
У традиційній індійській медицині гіркокаштан індійський використовують як в'яжучий і наркотичний засіб, ним лікують ревматизм, шкірні хвороби.
В культурі це дерево відоме з XIX сторіччя. Гіркокаштан індійський використовують у декоративному садівництві для озеленення парків, міських вулиць, а також для створення вуличних бонсаїв. Серед культиварів цього виду популярний сорт 'Sydney Pearce' з яскравішими рожевими квітами.